# Півострів Піщаний

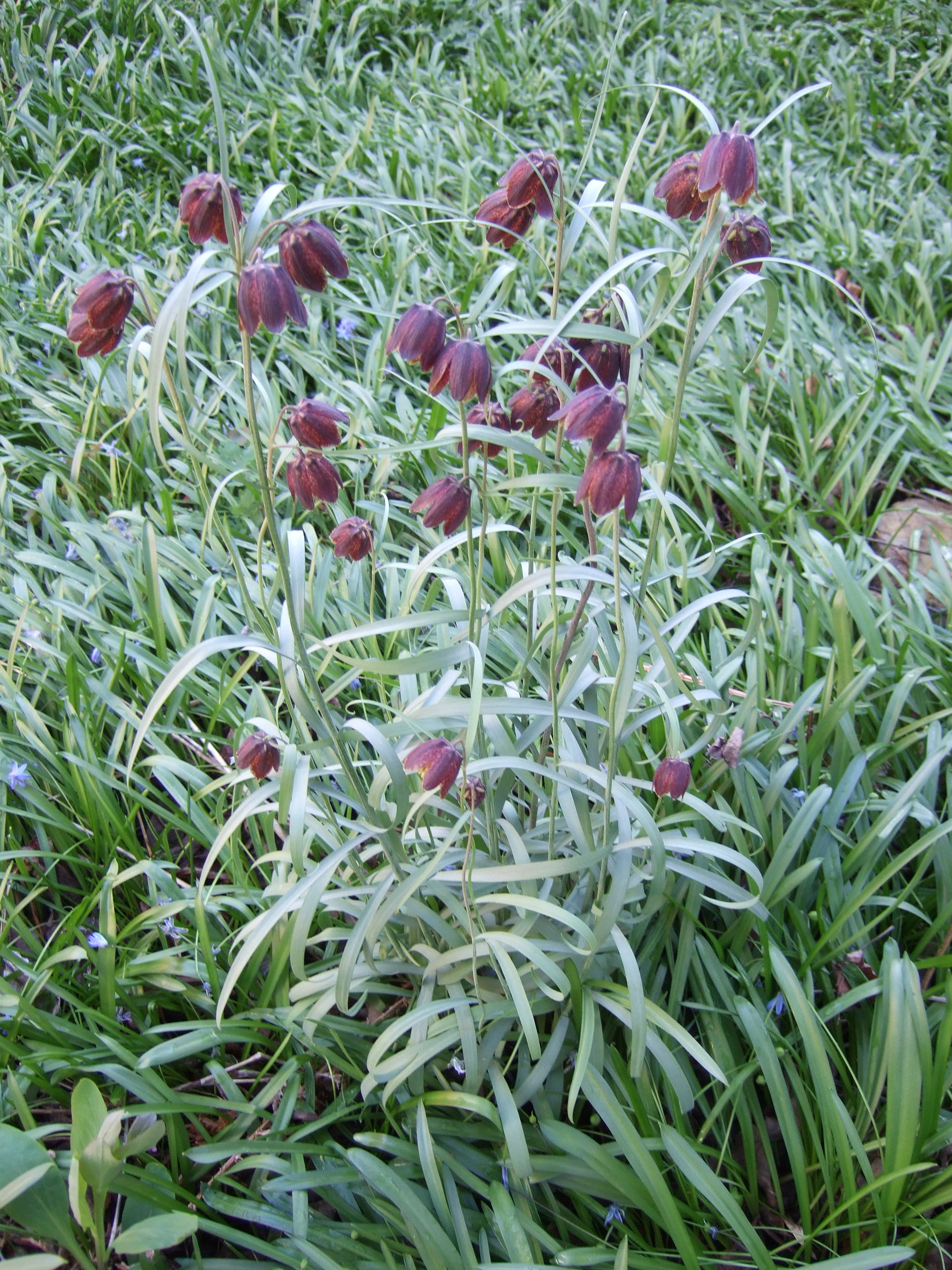
Рябчик руський

Півострів Піщаний — ландшафтний заказник місцевого значення в Україні. Розташований у межах Мішково-Погорілівської сільської ради на території Миколаївського району Миколаївської області, 
Площа — 260 га. Статус надано згідно з рішенням Миколаївської обласної ради від № 24 від 07.07.1992 року. Відзначено найпівденніше в області місцезростання рябчика руського.
Заказник розташований на лівому березі річки Інгул на півострові, місцевість Ташкентський ліс біля селища Святомиколаївка.